# 唐木千咲
唐木 千咲（からき ちさき、11月27日 - ）は、東京都出身のピアニスト。

## 略歴
桐朋女子高校ピアノ科、桐朋学園大学音楽学部演奏学部ピアノ科卒業、桐朋学園大学研究科(現・大学院)を経てロシア国立モスクワ音楽院へ渡露。大学卒業演奏会では、浜離宮朝日ホールにて、ラフマニノフ：ピアノソナタ2番を演奏。モスクワでは、ラフマニノフホールにて、リスト：バッハの名による幻想曲とフーガを演奏。
全日本学生音楽コンクール小学生の部（第43回）・中学生の部（第45回）各入選。ドイツ音楽コンクール最高位、ザイラー国際コンクール奨励賞。
リスト、ロシア人作品、フランス人作品をレパートリーとする。
これまで、玉置善巳、有賀和子、C・ガーネフ、J・ガーネフ、B・ペトルシャンスキー、ミハイル・ヴォスクレセンスキー、Y・スレサレフ、江澤聖子、三浦実の各氏に師事。ラジオ、TV、オーケストラとの共演、ディナーショー、BGM等演奏活動をしている。
CD『HO・TA・RUポピュラー』、『HO・TA・RU best』発売中。